# بطولة الأمم الست 2005
بطولة الأمم الستة 2005 (بالإنجليزية: 2005 Six Nations Championship)‏ هو الموسم 111 من  بطولة الأمم الستة. أقيم خلال الفترة 5 فبراير 2005 وحتى 19 مارس 2005، وكان عدد الأندية المشاركة فيه  6، وفاز فيه منتخب ويلز الوطني لاتحاد الرغبي.